# Montefiore dell'Aso
Montefiore dell'Aso è un comune italiano di 1 930 abitanti della provincia di Ascoli Piceno nelle Marche.

## Geografia fisica
Montefiore è posto a strapiombo sulla cresta che divide le valli dell'Aso e del Menocchia, a 412 m s.l.m.

## Storia
Alcuni reperti testimoniano la presenza di popolazioni già nell'età preistorica che si sviluppano durante l'epoca romana, come dimostrano le centuriazioni dei terreni e le necropoli del I e II secolo d.C.
Si pensa che il nome Montefiore nasca dal culto della dea Flora, protettrice delle campagne adorata dai popoli italici.
Durante il Medioevo la popolazione dalle campagne di fondo valle si sposta sul crinale fondando fortificazioni e castelli per difendersi meglio dalla minaccia rappresentata dai Goti. Nella zona nascono così i due castelli di Montefiore e Aspramonte, che nel 1178 convergono in un unico nucleo che diventa libero comune e acquista notevole importanza. Il paese si estende su cinque colli: Menalo, Baraffio, Castello, Vittorino, Aspromonte. Lo stemma comunale è costituito infatti da cinque colli da cui spuntano cinque fiori e due fiumi che scorrono ai lati. Il castello di Montefiore fu a lungo conteso tra Ascolani e Fermani, finché non fu firmato un solenne impegno di pace nel 1421.

### Simboli
Lo stemma comunale si può blasonare:
Lo stemma ed il gonfalone del Comune sono derivati dagli Statuti del 1569. Lo stemma riporta il distico latino Flora locum tenuit qui nunc de nomine 
florum dicitur ("La dea Flora governò il luogo che ora è chiamato con il nome dei fiori").
Sono rappresentati i cinque colli su cui si estende il paese.
Il gonfalone è un drappo di rosso granata.

## Monumenti e luoghi d'interesse
Il centro di Montefiore ha larghi tratti originali delle mura, con porte e sei torri difensive.
- La chiesa di San Francesco in stile romanico-gotico fu edificata nel 1303 (la data è riportata sull'originario portale) ma venne ristrutturata e cambiata di orientamento nel 1600: all'interno si trovano il monumento sepolcrale dei genitori del cardinale Gentile Partino, costruito nel 1310 e la tomba del pittore e incisore montefiorano Adolfo De Carolis, mentre nell'entrata, dove era l'ex abside trovano posto gli affreschi trecenteschi del Maestro di Offida con scene della vita di Cristo. L'annesso convento è ora sede del polo museale.
- Collegiata di Santa Lucia, patrona di Montefiore: riedificata nell'800, all'interno presenta un coro ligneo e un'acquasantiera in pietra del Seicento e affreschi del pittore marchigiano Luigi Fontana. La chiesa conserva in un reliquiario del 1700 il dito della patrona santa Lucia. Nell'abside esterna è inserito un portale in pietra con formelle scolpite nell'XI secolo.
- Chiesa di san Filippo Neri: risalente al 1600, si compone di chiesa, convento e oratorio. Fu sede della Congregazione dei Filippini e conserva all'interno la teca con il corpo di san Fedele martire e l'urna con le ceneri del pittore Domenico Cantatore. In chiesa è anche un affresco con la Madonna col Bambino attribuibile a Simone De Magistris trasferito nel 1771 da una chiesetta in Contrada del Monte e in origine facente parte di una composizione più grande.[7]
- Chiesa e convento del Corpus Domini (1663-1687), sede delle suore domenicane.
- Casa natia del pittore Adolfo De Carolis.
- L'Alessandra ovvero una statua dello scultore Pugliese del XII secolo Riccardo Tidei, raffigurante una sedicenne incinta, si pensa fosse stata un'amante dello scultore per diversi anni.

## Società

### Evoluzione demografica
Abitanti censiti

## Cultura
- Polo museale di San Francesco: inaugurato il 7 ottobre 2007, si snoda negli ambienti conventuali dell'antico complesso francescano della fine del XIII secolo. Si confrontano e dialogano temi diversi, dalla "sala Carlo Crivelli", che espone i resti del prezioso polittico rinascimentale, smembrato, con San Pietro tra le sante Caterina d'Alessandria e Maria Maddalena al "museo Adolfo De Carolis", dove è stata ricostruita l'attività di xilografo dell'artista e la sala del Palazzo del Podestà a Bologna, collocando sulle pareti i bozzetti a olio preparatori degli affreschi. Il Museo prosegue con la sezione moderna su Domenico Cantatore", le tradizioni rurali esposte nel "museo della civiltà contadina" e il "centro di documentazione scenografica Giancarlo Basili" che ne ha curato anche le ambientazioni.
- Museo dell'Orologio di Montefiore dell'Aso: inaugurato nel 2014, conserva diversi orologi meccanici da torre di costruttori marchigiani e no, orologi solari, orologi da vari usi (civili, domestici, industriali). Oltre alla strumenteria, il Museo è molto attivo nella divulgazione scientifica grazie ad un intenso programma di eventi e manifestazioni.

## Economia
Centro prevalentemente agricolo, ha anche attività industriali soprattutto nel settore manifatturiero delle calzature e non mancano quelle artigianali, come l'arte del mobile in stile artistico, rinomata soprattutto per i temi ed i motivi di alta qualità artistica che impreziosiscono l'oggetto, e l'arte del merletto apprezzata in tutta Italia.

## Amministrazione
| Periodo        | Periodo        | Primo cittadino      | Partito                                    | Carica  | Note   |
| -------------- | -------------- | -------------------- | ------------------------------------------ | ------- | ------ |
| 19 giugno 1985 | 13 giugno 1990 | Mario Pennesi        | Indipendente                               | Sindaco | [ 10 ] |
| 13 giugno 1990 | 24 aprile 1995 | Ugo Tiberi           | Democrazia Cristiana                       | Sindaco | [ 10 ] |
| 24 aprile 1995 | 14 giugno 1999 | Lucio Porrà          | Lista civica                               | Sindaco | [ 10 ] |
| 14 giugno 1999 | 14 giugno 2004 | Lucio Porrà          | Lista civica                               | Sindaco | [ 10 ] |
| 14 giugno 2004 | 8 giugno 2009  | Achille Castelli     | Lista civica                               | Sindaco | [ 10 ] |
| 8 giugno 2009  | 26 maggio 2014 | Achille Castelli     | Lista civica Continuità e sviluppo         | Sindaco | [ 10 ] |
| 26 maggio 2014 | 27 maggio 2019 | Lucio Porrà          | Lista civica Gruppo di persone             | Sindaco | [ 10 ] |
| 27 maggio 2019 | 9 giugno 2024  | Lucio Porrà          | Lista civica Famiglia verso i cinque colli | Sindaco | [ 10 ] |
| 10 giugno 2024 | in carica      | Nazzareno Ciarrocchi | Lista civica Cambiamo                      | Sindaco | [ 10 ] |

## Sport
La Polisportiva Montefiore è la prima e unica squadra calcistica del paese e può vantare oltre 60 anni di attività. Il suo colore sociale è il granata e il suo stemma sono i 5 colli, simbolo del paese. Le partite di casa si svolgono presso il campo sportivo comunale, ubicato all'interno del parco "De Vecchis". Attualmente la squadra milita in Seconda Categoria.